# Lonomia camox
Lonomia camox är en fjärilsart som beskrevs av Lemaire 1971. Lonomia camox ingår i släktet Lonomia och familjen påfågelsspinnare. Inga underarter finns listade i Catalogue of Life.